# Малокитаївський провулок
Малокита́ївський прову́лок — провулок у Голосіївському районі міста Києва, місцевість Деміївка. Пролягає від Малокитаївської вулиці до Ковельської вулиці.

## Історія
Провулок виник у XIX столітті під такою ж назвою, на честь місцевості Китаїв.